# Paul Hagen (Bibliothekar)
Paul Hagen, Pseudonym Paul Thronelk (* 24. April 1864 in Lübeck; † 4. Oktober 1938 ebenda) war ein deutscher Philologe und Bibliothekar in Lübeck.

## Leben
Paul Hagen verlor seinen Vater Heinrich Hagen, den Leiter einer Mädchen-Mittelschule, im Alter von zweieinhalb Jahren und wurde von seiner Mutter Johanna, geb. Carstens allein erzogen. Von 1877 bis zum Abitur zu Ostern 1883 besuchte er das Katharineum zu Lübeck. Ab Herbst 1883 studierte er an den Universitäten Marburg, Leipzig, Bonn und Kiel Klassische Philologie, Germanistik und Geschichte. Er wurde Mitglied des Klassisch-Philologischen Vereins Leipzig und des Philologischen Vereins Bonn im Naumburger Kartellverband. In Leipzig war er Teil eines Freundeskreises, zu dem Thomas Lenschau, Alfred Hettner, Erich von Drygalski und Karl Spannagel gehörten. In Kiel wurde er 1887 nach einer von Richard Foerster betreuten Dissertation über Dion Chrysostomos zum Dr. phil. promoviert. Zugleich legte er die preußische Staatsprüfung für das Lehramt an Gymnasien ab. Nach Absolvierung des Probejahrs in einem Gymnasium in Marburg entschloss er sich jedoch, nicht in den Schuldienst zu gehen, und kehrte 1890 nach Lübeck zurück, wo er sich zunächst als Privatgelehrter mit Untersuchungen zu Wolfram von Eschenbachs Parzival beschäftigte. Unter dem Pseudonym Paul Thronelk veröffentlichte er einen Band Gedichte. Ebenso versuchte er sich als Übersetzer und Bearbeiter einer Tragödie von Thomas Otway.
Vermittelt durch Gustav Roethe, erhielt er 1908 von der Preußischen Akademie der Wissenschaften den Auftrag zur Katalogisierung der Handschriften der Lübecker Stadtbibliothek. Dieses Projekt war 1912 abgeschlossen, konnte jedoch erst nach dem Ersten Weltkrieg in Teilen veröffentlicht werden.
Ab 1921 war Hagen ständig als wissenschaftlicher Hilfsarbeiter mit einem kleinen Gehalt an der Stadtbibliothek tätig. Er katalogisierte den Nachlass von Friedrich Overbeck. Von überregionaler Bedeutung waren seine Untersuchungen von zwei der mittelniederdeutschen theologischen Handschriften aus dem Michaeliskonvent und ihrer Bedeutung für die Entstehungs- und Überlieferungsgeschichte der Nachfolge Christi von Thomas a Kempis.
Hagen blieb unverheiratet und lebte mit seinen Schwestern zusammen in Lübeck.

## Nachlass
Seinen wissenschaftlichen Nachlass vermachte Hagen der Stadtbibliothek Lübeck.

## Veröffentlichungen (Auswahl)
- Quaestiones Dioneae. Kiel: Fiencke 1887 (Diss.)
- mit Thomas Lenschau (Hrsg.): Auswahl aus mittelhochdeutschen Lyrikern: für den Schulgebrauch herausgegeben. Leipzig : Freytag, 1897
- Die Verschwörung gegen Venedig : Tragödie in 5 Akten / Thomas Otway. Ins Dt. übertr. u. mit e. Einl. vers. von Paul Hagen. Leipzig: Avenarius 1898
- mit Thomas Lenschau (Hrsg.): Auswahl aus den höfischen Epikern des deutschen Mittelalters: für den Schulgebrauch herausgegeben. Freytag, Leipzig; Tempsky, Wien [ca. 1898] (= Freytags Schulausgaben und Hilfsbücher für den deutschen Unterricht.)
- Der Gral. Trübner, Straßburg 1900 (= Quellen und Forschungen zur Sprach- und Culturgeschichte der germanischen Völker. Band 81) Digitalisat bei Hathi Trust.
- Untersuchungen über Kiot. In: Zeitschrift für deutsches Altertum und deutsche Literatur. Band 45, 1901, S. 187–217.
- Wolfram und Kiot. Buchh. des Waisenhauses, Halle a. S. 1906. Auch in: Zeitschrift für deutsche Philologie. Band 38, 1906, S. 1–38 und 198–237.
- Die Handschriftensammlung. In: Willy Pieth (Hrsg.): Bücherei und Gemeinsinn: das öffentliche Bibliothekswesen der Freien und Hansestadt Lübeck. Lübeck 1926, S. 62–73.
- Friedrich Overbecks handschriftlicher Nachlaß in der Lübeckischen Stadtbibliothek. Schmidt-Römhild, Lübeck 1926 (= Veröffentlichungen der Stadtbibliothek der Freien und Hansestadt Lübeck. Band 2).
- Mahnungen zur Innerlichkeit: eine Urschrift des Buchs von der Nachfolge Christi. M. Schmidt-Römhild, Lübeck [um 1926].
- Zwei Urschriften der „Imitatio Christi“ in mittelniederdeutschen Übersetzungen. Weidmann, Berlin 1930,
- Johann Christian Jeremias Martini (1787-1841). In: Der Wagen. 1931, S. 14–34 Digitalisat auf Commons
- De imitatione Christi libri qui dicitur tractatus 2 et 3 ; Recogn. et ad auctorem anonymum atque Thomam Kempensem reduxit Paulus Hagen. Hagae: Nijhoff 1935
- Untersuchungen über Buch 2 und 3 der 'Imitatio Christi'. Amsterdam: Noord-Hollandsche Uitg.-Mij 1935 (Verhandelingen der Koninklijke Akademie van Wetenschappen te Amsterdam, Afd. Letterkunde ; N.R., 34)
- Aus dem Briefwechsel zwischen Joh. Hinr. Voß und Bürgermeister Overbeck, in: Der Wagen 1936, S. 143–148

Kataloge
- Die deutschen theologischen Handschriften der Lübeckischen Stadtbibliothek. Lübeck: Schmidt-Römhild 1922 (Veröffentlichungen der Stadtbibliothek der freien und Hansestadt Lübeck 1,2)
  - Digitalisat im Internet Archive
  - Manuskript-Digitalisat
- Handschriftenkatalog der Lubecensien. 1936
- Digitalisat